# Théorème de Jacobi (géométrie)
Ne doit pas être confondu avec Théorème de Jacobi.

Les angles colorés adjacents sont de mesures égales. Le point N est le point de Jacobi pour le triangle ABC et ces angles.

En géométrie, le théorème de Jacobi, ou théorème de Fermat-Toricelli généralisé ou théorème isogonal désigne un résultat de géométrie du triangle. Un point de Jacobi est un point du plan euclidien déterminé par un triangle ABC et un triplet d'angles α, β et γ. Cette information est suffisante pour déterminer trois points X, Y et Z tels que {\textstyle {\widehat {ZAB}}={\widehat {YAC}}=\alpha }, {\textstyle {\widehat {XBC}}={\widehat {ZBA}}=\beta } et {\textstyle {\widehat {YCA}}={\widehat {XCB}}=\gamma }. Puis, par un théorème de Karl Friedrich Andreas Jacobi (de), les droites (AX), (BY) et (CZ) sont concourantes,, en un point N qu'on appelle point de Jacobi.
Le point de Jacobi est une généralisation du point de Fermat, qui s'obtient en prenant α = β = γ = 60° et le triangle ABC sans angle étant supérieur ou égal à 120°.
Si les trois angles ci-dessus sont égaux, alors N se trouve sur l'hyperbole équilatère donnée en coordonnées barycentriques par
{\displaystyle yz(\cot B-\cot C)+zx(\cot C-\cot A)+xy(\cot A-\cot B)=0,}
qui est donc l'hyperbole de Kiepert. Chaque choix de trois angles égaux détermine un centre du triangle.

## Applications
Les théorèmes de Lemoine, sur l'existence du point de Lemoine, et de Kariya peuvent se démontrer avec le théorème de Jacobi.
Théorème de Kariya
Dans un triangle ABC de centre de gravité I, soit XYZ son triangle de Gergonne, avec X sur [BC], Y sur [CA], Z sur [AB]. On considère, pour un nombre réel t, le triangle XtYtZt, image de XYZ par homothétie de centre I et de rapport t. Alors pour tout t, les droites (AXt), (BYt), (CZt) sont concourantes en un point Pt. De plus, quand t varie, Pt parcourt l'hyperbole de Feuerbach.